# Hans Wolfgang Pässler
Hans Wolfgang Gustav Alexander Pässler (* 10. September 1903 in Leipzig; † 16. Dezember 2001 in Leverkusen) war ein deutscher Mediziner und Hochschullehrer. Er gilt als Nestor der deutschen Gefäßchirurgie und gründete 1962 die Deutsche Arbeitsgemeinschaft für Arterienerkrankungen.

## Leben und Wirken
Nach dem Schulabschluss studierte Pässler Medizin in Heidelberg, München, Leipzig und Königsberg und promovierte 1929 zum Dr. med. Danach folgte 1939 die Habilitation an der Universität Leipzig. Nach dem Zweiten Weltkrieg war er von 1946 bis 1948 als Chefarzt der Chirurgischen Abteilung in Gelsenkirchen tätig. Danach wechselte er nach Hemer und 1950 an das Städtische Krankenhaus nach Leverkusen. 1956 wurde er zum außerordentlichen Professor ernannt. Von 1970 bis 1990 war er Leiter des Instituts für Angiologie.

## Schriften (Auswahl)
- (mit anderen Autoren): Die Chirurgie des sympathischen Nervensystems. 1936.
- Megacolon und Megacystis. Entstehung, Erkennung und Behandlung. Leipzig 1938.
- Die Angiographie zur Erkennung, Behandlung und Begutachtung peripherer Durchblutungsstörungen. 1952.
- Begutachtung peripherer Durchblutungsstörungen. Stuttgart 1958.